# 太田平次
太田 平次（おおた へいじ、1840年（天保11年9月） - 1910年（明治43年）2月23日）は、明治時代の政治家。実業家。銀行家。貴族院多額納税者議員。

## 経歴
のちの大阪府出身。1889年（明治22年）以降、堺附州煉化、堺倉庫各社長、泉州紡績、高野鉄道各取締役、堺銀行頭取、堺市商業会議所議員などを歴任した。
1900年（明治33年）大阪府多額納税者として貴族院議員に互選され、同年12月4日から1904年（明治37年）9月28日まで務めた。